# Quadro de medalhas dos Jogos Olímpicos de Inverno de 2018

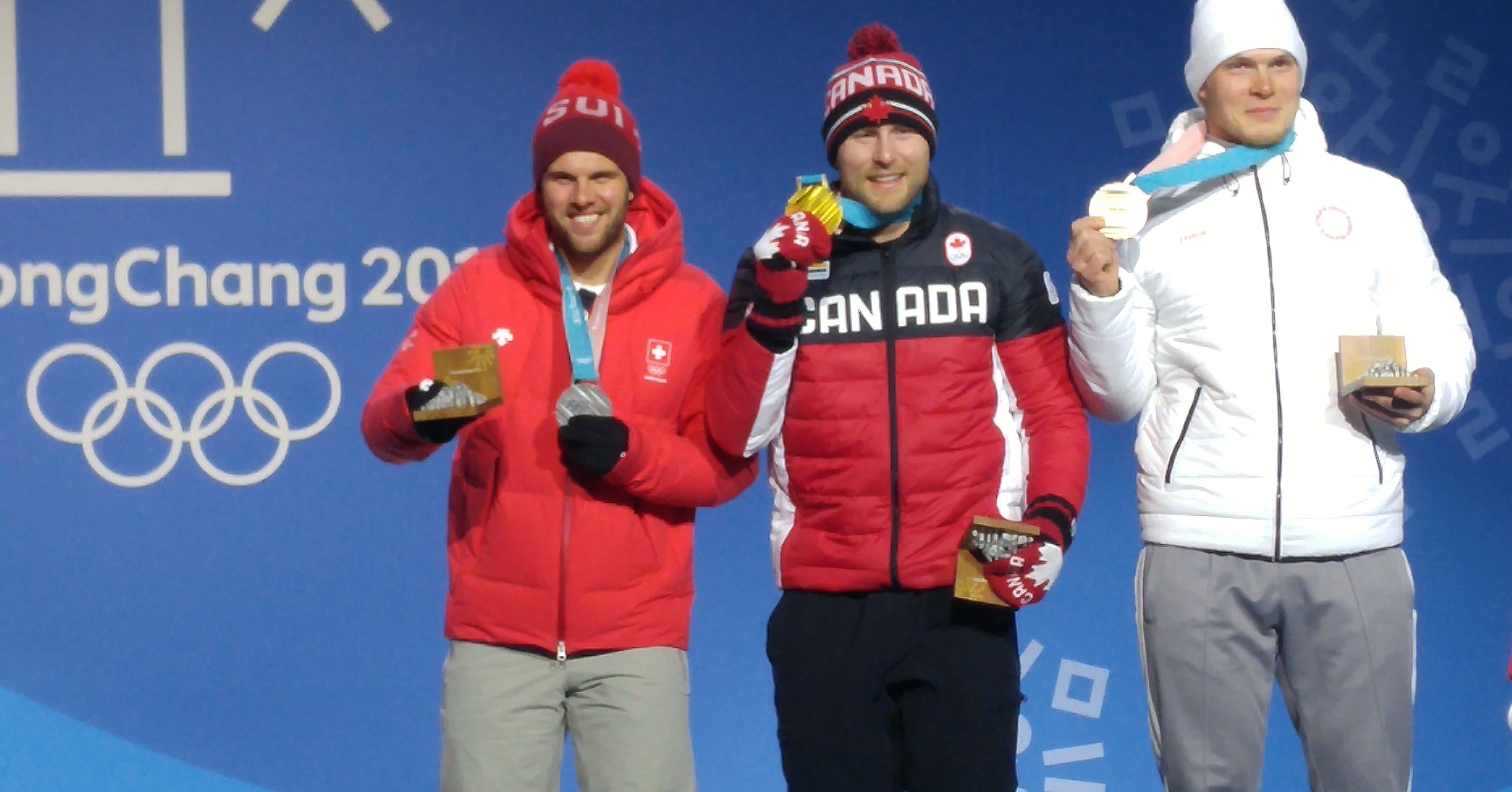
Marc Bischofberger (Suíça, prata), Brady Leman (Canadá, ouro) e Sergey Ridzik (Atletas Olímpicos da Rússia, bronze) com as medalhas conquistadas no ski cross masculino do esqui estilo livre.

O quadro de medalhas dos Jogos Olímpicos de Inverno de 2018 é uma lista que classifica os Comitês Olímpicos Nacionais de acordo com o número de medalhas conquistadas nos Jogos realizados em Pyeongchang, na Coreia do Sul. Foram disputadas 102 finais em 15 esportes.
A primeira medalha de ouro foi conquistada pela sueca Charlotte Kalla na prova dos 15 km de skiathlon do esqui cross-country. Seguiram-se a norueguesa Marit Bjørgen, que na mesma prova se tornou a mulher com o maior número de pódios na história dos Jogos Olímpicos de Inverno com quinze medalhas, e a finlandesa Krista Pärmäkoski, medalhistas de prata e bronze, respectivamente.
Os anfitriões sul-coreanos conquistaram a primeira medalha com o patinador Lim Hyo-jun, ouro nos 1500 metros da patinação de velocidade em pista curta, ficando a frente do neerlandês Sjinkie Knegt e do atleta olímpico da Rússia Semen Elistratov em 10 de fevereiro.
No penúltimo dia dos jogos, a Noruega superou o recorde dos Estados Unidos de mais medalhas ganhas em uma única edição dos Jogos Olímpicos de Inverno, finalizando com um total de 39 medalhas. Também a Noruega, juntamente com a Alemanha, ainda igualaram o recorde de medalhas de ouro em uma mesma edição (14), estabelecido pelo Canadá em Vancouver 2010. A Hungria ganhou a sua primeira medalha de ouro na história das Olimpíadas de Inverno e também a sua primeira medalha desde Lake Placid 1980. Nova Zelândia e Espanha ganharam novas medalhas desde Albertville 1992 e Liechtenstein voltou a ganhar uma medalha desde Calgary 1988.
A esquiadora sueca Charlotte Kalla terminou os jogos com quatro medalhas (um ouro e três pratas), tal como sua compatriota Stina Nilsson (um ouro, duas pratas e um bronze) e o atleta olímpico da Rússia Alexander Bolshunov (três pratas e um bronze). O esquiador norueguês Johannes Høsflot Klæbo e o biatleta francês Martin Fourcade empataram no número de medalhas de ouro com três. A tcheca Ester Ledecká se tornou a primeira atleta olímpica de inverno da história a conseguir duas medalhas de ouro em dois esportes diferentes na mesma edição ao ganhar a prova do Super-G no esqui alpino e a prova do slalom gigante paralelo no snowboard. Alguns dias antes de Ledecká, a patinadora neerlandesa Jorien ter Mors se tornou a primeira mulher a ganhar medalhas na mesma edição dos Jogos Olímpicos em dois esportes diferentes.
Um total de 30 Comitês Olímpicos Nacionais conquistaram pelo menos uma medalha, o maior número na história dos Jogos Olímpicos de Inverno.

## O quadro
O quadro de medalhas está classificado de acordo com o número de medalhas de ouro, estando as medalhas de prata e bronze como critérios de desempate em caso de países com o mesmo número de ouros. O Comitê Olímpico Internacional não reconhece a existência de um quadro de medalhas, alegando que isso cria uma competição entre os países, o que não é o objetivo dos Jogos.
No evento de 10 km livre feminino do esqui cross-country, houve um empate na terceira colocação entre a norueguesa Marit Bjørgen e a finlandesa Krista Pärmäkoski, e assim duas medalhas de bronze foram concedidas. No evento de duplas masculinas do bobsleigh, houve um empate na primeira colocação entre um dos trenós da Alemanha e um do Canadá, com duas medalhas de ouro sendo entregues. Nenhuma equipe recebeu a medalha de prata. Também no bobsleigh, ocorreu um empate na segunda colocação na prova por equipes masculinas entre um dos trenós da Alemanha e o trenó da Coreia do Sul, com duas medalhas de prata sendo entregues. Nenhuma equipe recebeu a medalha de bronze.
     País sede destacado.
| Ordem | País                            | Medalha de ouro | Medalha de prata | Medalha de bronze |     |
| ----- | ------------------------------- | --------------- | ---------------- | ----------------- | --- |
| 1     | NOR Noruega                     | 14              | 14               | 11                | 39  |
| 2     | GER Alemanha                    | 14              | 10               | 7                 | 31  |
| 3     | CAN Canadá                      | 11              | 8                | 10                | 29  |
| 4     | USA Estados Unidos              | 9               | 8                | 6                 | 23  |
| 5     | NED Países Baixos               | 8               | 6                | 6                 | 20  |
| 6     | SWE Suécia                      | 7               | 6                | 1                 | 14  |
| 7     | KOR Coreia do Sul               | 5               | 8                | 4                 | 17  |
| 8     | SUI Suíça                       | 5               | 6                | 4                 | 15  |
| 9     | FRA França                      | 5               | 4                | 6                 | 15  |
| 10    | AUT Áustria                     | 5               | 3                | 6                 | 14  |
| 11    | JPN Japão                       | 4               | 5                | 4                 | 13  |
| 12    | ITA Itália                      | 3               | 2                | 5                 | 10  |
| 13    | OAR Atletas Olímpicos da Rússia | 2               | 6                | 9                 | 17  |
| 14    | CZE República Checa             | 2               | 2                | 3                 | 7   |
| 15    | BLR Bielorrússia                | 2               | 1                |                   | 3   |
| 16    | CHN China                       | 1               | 6                | 2                 | 9   |
| 17    | SVK Eslováquia                  | 1               | 2                |                   | 3   |
| 18    | FIN Finlândia                   | 1               | 1                | 4                 | 6   |
| 19    | GBR Grã-Bretanha                | 1               |                  | 4                 | 5   |
| 20    | POL Polônia                     | 1               |                  | 1                 | 2   |
| 21    | HUN Hungria                     | 1               |                  |                   | 1   |
|       | UKR Ucrânia                     | 1               |                  |                   | 1   |
| 23    | AUS Austrália                   |                 | 2                | 1                 | 3   |
| 24    | SLO Eslovênia                   |                 | 1                | 1                 | 2   |
| 25    | BEL Bélgica                     |                 | 1                |                   | 1   |
| 26    | ESP Espanha                     |                 |                  | 2                 | 2   |
|       | NZL Nova Zelândia               |                 |                  | 2                 | 2   |
| 28    | KAZ Cazaquistão                 |                 |                  | 1                 | 1   |
|       | LAT Letônia                     |                 |                  | 1                 | 1   |
|       | LIE Liechtenstein               |                 |                  | 1                 | 1   |
| TOTAL | TOTAL                           | 103             | 102              | 102               | 307 |

## Mudanças no quadro de medalhas

### Por doping
- OAR Alexander Krushelnitskiy perdeu a medalha de bronze na prova de duplas mistas do curling após testar positivo no antidoping para a substância meldonium.[14] Krushelnitskiy e sua parceira Anastasia Bryzgalova foram desclassificados em 22 de fevereiro de 2018 e a medalha foi repassada para a dupla da Noruega.[15]